# Disfagia lusoria
La disfagia lusoria, anche chiamata disfagia di Bayford-Autenrieth, è una forma di disfagia dovuta alla compressione ab extrinseco dell'esofago secondaria a una vascolarizzazione aberrante. Nei casi dovuti ad aneurisma aortico prende il nome di disfagia aortica.
Deve il suo nome ai medici David Bayford, che coniò il termine alla fine del XVIII secolo dal latino lusus naturae, scherzo della natura e Johann Heinrich Ferdinand von Autenrieth.

## Epidemiologia
Si presenta generalmente in caso di arteria succlavia aberrante DESTRA, condizione presente nello 0,5-2% della popolazione generale, o destra con arco aortico destroposto, presente solo nello 0,05-0,1% della popolazione. È una sindrome che si presenta più facilmente durante l'infanzia, mentre i rari casi descritti in età adulta si pensa siano da attribuire a fibrosi del tessuto connettivo situato in prossimità dell'esofago e della trachea.

## Eziologia
La sindrome clinica è dovuta alla compressione effettuata dall'arteria anomala sull'esofago, che spesso decorre posteriormente a esso.

## Clinica
Si tratta di una condizione per definizione sintomatica, ma che si presenta solo in pochi casi di malformazione dell'albero vascolare aortico. Si suppone che le manifestazioni cliniche possano essere dovute all'indurimento dell'endotelio aortico dovuto all'età, anche in presenta di placche aterosclerotiche o di allungamento dell'aorta stessa, ma può derivare anche da dilatazioni aneurismatiche solitarie o in presenza di un diverticolo di Kommerell.
Una recente pubblicazione con breve review, evidenzia la asintomaticità della patologia arteriosa in circa il 70% dei pazienti, ma che, nei quadri conclamati, è nella maggior parte dei casi accompagnata a disfagia.
Può essere riscontrata nella sindrome di Ortner.

## Trattamento
La terapia d'elezione è l'intervento chirurgico di correzione dell'anomalia vascolare ed è da riservarsi ai casi fortemente sintomatici non rispondenti a modifiche della dieta. L'intervento con procedura invasiva toracica è stato sostituito, seppur in rari casi, dall'intervento con chirurgia mininvasiva: l'approccio è caratterizzato dall'utilizzo della regione sopraclaveare (destra o sinistra, a seconda dell'origine dell'arteria anomala), con risultati generali soddisfacenti.